# Tweede Kamerverkiezingen 1998/Kandidatenlijst/GroenLinks
De kandidatenlijst voor de Tweede Kamerverkiezingen 1998 van GroenLinks werd vastgesteld op het GroenLinks congres van 6 en 7 februari 1994 in Amersfoort.

## Achtergrond
In 1994 haalde GroenLinks vijf zetels. Van die vijf Kamerleden gingen er in 1998 vier door: de fractievoorzitter Paul Rosenmöller werd lijsttrekker. Marijke Vos kwam op 2, Mohamed Rabbae op 4 en Tara Oedayraj Singh Varma op 8. Bij de eerste tien kwamen ook oud-medewerkster van de aan de PvdA-gelieerde Wiardi Beckman Stichting Femke Halsema (plek 3), Gronings raadslid Ineke van Gent (plek 5), Utrechts wethouder Hugo van der Steenhoven (plek 6), voormalig fractiemedewerker Kees Vendrik (plek 7), arts Corrie Hermann en partijvoorzitter Ab Harrewijn.
Van de eerste vier kandidaten was er geen lid geweest van een van de vier voorgangers van GroenLinks. Veel van de andere kandidaten waren afkomstig uit de Pacifistisch Socialistische Partij (Van Gent, Van der Steenhoven, Vendrik, Pitstra, Jeannine Mollier en Annemiek Rijckenberg) en de Communistische Partij Nederland (Singh Varma, Harrewijn, Saskia Bolten en Jan Laurier). Hans Feddema was afkomstig uit de Evangelische Volkspartij. Er waren geen prominente kandidaten afkomstig uit de Politieke Partij Radikalen, in 1986 nog de grootste van de vier partijen die in GroenLinks opging.
Behalve de 24 door het congres benoemde kandidaten werden in verschillende kieskringen maximaal zes lijstduwers benoemd. In alle kieskringen was Sjef Czyzewski de laatste kandidaat. Hij had in 1996 een rapport publiek gemaakt als directeur van het CTSV en daarmee startte hij de CTSV-affaire die leidde tot het aftreden van staatssecretaris Robin Linschoten. Onder de andere lijstduwers was voormalig GroenLinks-partijvoorzitter Leo Platvoet en toekomstig partijvoorzitters Herman Meijer en Henk Nijhof, wethouder Roel van Gurp, Jack Bogers, Tof Thissen en burgemeester Maria Wiebosch-Steeman, oud-Kamerleden Wilbert Willems en Bram van Ojik en toekomstig Europarlementariër Theo Bouwman en gedeputeerde statenlid Albert Moens.

## De lijst
- vet: verkozen
- schuin: voorkeurdrempel overschreden

1. Paul Rosenmöller - 470.381 stemmen
2. Marijke Vos - 68.507
3. Femke Halsema - 15.395
4. Mohamed Rabbae - 11.140
5. Ineke van Gent - 5.588
6. Hugo van der Steenhoven - 1.509
7. Kees Vendrik - 624
8. Corrie Hermann - 2.182
9. Tara Oedayraj Singh Varma - 13.491
10. Ab Harrewijn - 1.330
11. Farah Karimi - 2.908
12. Tom Pitstra[1] - 711
13. Saskia Bolten - 1.541
14. Nevin Özütok - 4.059
15. Ahmet Daskapan - 4.060
16. Dirk van Uitert - 332
17. Jeannine Molier - 859
18. Jan Laurier - 593
19. Hans Feddema - 748
20. Henk Koetsier - 265
21. Janny Lagendijk - 395
22. Els Boers - 569
23. Niyazi Bahadin - 908
24. Annemiek Rijckenberg - 575
25. regionale lijstduwers
26. regionale lijstduwers
27. regionale lijstduwers
28. regionale lijstduwers
29. regionale lijstduwers in alle kieskringen behalve kieskring 2 (Leeuwarden)

29/30. Sjef Czyzewski - 1.214

## Lijstduwers
De plaatsen 25 t/m 28 of 29 op de lijst waren per kieskring verschillend ingevuld.

### Groningen
1. Appie Kootstra - 103
2. Fennie Stavast - 127
3. Hiddo Kostwinder - 31
4. Luppo Leeuwerik - 88
5. Cor Drost - 82

### Leeuwarden
1. Roelie Braaksma-Bruinsma - 305
2. Auke Wouda - 159
3. Suze Poen-van den Hoek - 87
4. Willem Verf - 127

### Assen
1. Willemien Dirks - 108
2. Fer Harleman - 83
3. Klaas Blanksma - 56
4. Tanya Zeeman - 92
5. Bernhard Enzink - 62

### Zwolle
1. Henk Nijhof - 212
2. Marijke Visschedijk - 158
3. Loek van Voorst - 109
4. Cécile Morselt-de Ruijter - 227
5. Ronald van Vlijmen - 57

### Lelystad
1. Heleen Visser-van der Weele - 39
2. Theo Verlaan - 29
3. Theo Kuipers - 17
4. Judo Bakker - 56
5. Rita van Ling - 61

### Nijmegen
1. Cees Anker - 54
2. Marlies Hermans - 195
3. Gijsbert Smit - 29
4. Jan Norp - 58
5. Theo Lucassen - 227

### Arnhem
1. Jansje Bouman - 434
2. René Kortooms - 176
3. Gertrude Bomer-van der Mheen - 97
4. Jan Felix - 52
5. Jack Bogers - 104

### Utrecht
1. Albert Moens - 32
2. Henk Branderhorst - 36
3. Miep de Jong-de Groot - 87
4. Henk Roor - 73
5. Wim van Seeters - 36

### Amsterdam
1. Annemiek Onstenk - 180
2. Leo Platvoet - 112
3. Jaap van Splunter - 29[2]
4. Ruud Grondel - 80
5. Maria Wiebosch-Steeman - 62[3]

### Haarlem
1. Sjors Wolf - 91
2. Leo Mesman - 184
3. Dogan Gök - 84
4. Luuk Heijlman - 82
5. Maria Wiebosch-Steeman - 40[3]

### Den Helder
1. Siem van den Berg - 104
2. Toon Capel - 58
3. Jaap van Splunter - 135[2]
4. Trijntje Munsters-Veenendaal - 111
5. Kees Bozelie - 126

### 's-Gravenhage
1. Yasimina Haïfi - 87
2. Pieter de Jong - 23
3. Niek Roozenburg - 54
4. Steven van Schuppen - 13
5. Bram van Ojik - 21

### Rotterdam
1. Mohamed el Wakidi - 184
2. Bea Kruse - 509
3. Mohammed Abu Leil - 164
4. Jeanne van der Velden - 123
5. Herman Meijer - 383

### Dordrecht
1. Willy Verbakel - 138
2. Hans van 't Hof - 54
3. Mieke Mennema - 154
4. Ben van der Velde - 105
5. Bart de Leede - 140

### Leiden
1. Guus van Elsen - 59
2. Ank de Groot-Slagter - 133
3. Yüksel Karakurt - 41
4. Ilona de Wit - 115
5. Tejo Janssens - 64

### Middelburg
1. Nel Florusse - 119
2. Adri van Oosten - 121
3. Anneke Izeboud - 224
4. Frans van Kollem - 64
5. Annelies Slotman-Lansu - 53

### Tilburg
1. Wilbert Willems - 322
2. Frans Maas - 185
3. Kitty Kolen-Megens - 172
4. Andrew Harijgens - 189
5. Roel van Gurp - 56

### 's-Hertogenbosch
1. Els Tiemeije-Broers - 529
2. Jan Jufferman - 156
3. Evelien van Onck - 343
4. Theo Bouwman - 163
5. Nelleke van Wijk - 186

### Maastricht
1. Peter Freij - 792
2. Helma Gubbels-Korver - 1.017
3. Tof Thissen - 929
4. Maya de Bruijn-Reefman - 799
5. Jan Muijtjens - 1.212

PvdA · CDA · VVD · D66 · AOV/U55+ · GroenLinks · Centrumdemocraten · RPF · SGP · GPV · SP · Senioren 2000 · Natuurwetpartij · NCPN · De Groenen · Vrije Indische Partij · Idealisten/Jij · NMP · Nederland Mobiel · Katholiek Politieke Partij · Het Kiezers Collectief · NSOV